# Amanullah Khan Yasinzai
Amanullah Khan Yasinzai ou plus simplement Amanullah Yasinzai (ourdou : امان اللہ خان یاسینزئی), né le 7 août 1954 à Quetta, est un avocat et homme politique pakistanais, gouverneur de la province du Baloutchistan de 2018 à 2021. 

## Biographie

### Jeunesse et études
Amanullah Khan Yasinzai est né le 7 août 1954 à Quetta, capitale de la province du Baloutchistan et est originaire d'une tribu pachtoune. Après avoir terminé ses scolarité, il part étudier à Lahore, où il obtient un bachelor puis un master du Forman Christian College.

### Carrière
Amanullah Khan Yasinzai commence sa carrière judiciaire en tant qu'avocat après avoir terminé ses études en 1981. Avec près de seize années d'expérience, il est nommé le 27 janvier 1997, juge de la Haute Cour (en) du Baloutchistan le 27 janvier 1997, dont il devient président le 14 septembre 2005. Le 3 novembre 2007, il accepte de prêter serment à l'ordre constitutionnel provisoire après que le président Pervez Musharraf ait décrété l'état d'urgence et suspendu la Constitution. Il ne fait ainsi pas partie des nombreux juges réfractaires qui dans le cadre du mouvement des avocats contestent le pouvoir militaire et demandent la restauration de l'état de droit. 
Le 4 août 2009, il démissionne de son poste de président de la Haute Cour du Baloutchistan avec tous les autres juges quelques jours après la décision de la Cour suprême d'enquêter sur les juges ayant approuvé l'ordre constitutionnel provisoire de l'état d'urgence, alors que la Cour suprême l'avait refusé, étant ainsi accusés d'« outrage à la justice ».
Peu après la victoire du Mouvement du Pakistan pour la justice lors des élections législatives de 2018, il est nommé gouverneur du Baloutchistan par le président Arif Alvi sur les conseils du Premier ministre Imran Khan. Il promet alors que ses priorités seront l'éducation, la sécurité et la défiance envers le gouvernement fédéral, alors que la province est le berceau d'un mouvement séparatiste qui accuse le pouvoir central de priver les habitants de leurs ressources naturelles. Le 30 avril 2021, il reçoit une lettre d'Imran Khan le sommant de démissionner de son poste, ce qu'il fait le 7 juillet suivant.